# Xã Baldwin, Quận Sherburne, Minnesota
Xã Baldwin (tiếng Anh: Baldwin Township) là một xã thuộc quận Sherburne, tiểu bang Minnesota, Hoa Kỳ. Năm 2010, dân số của xã này là 6.739 người.